# Tổ tiên

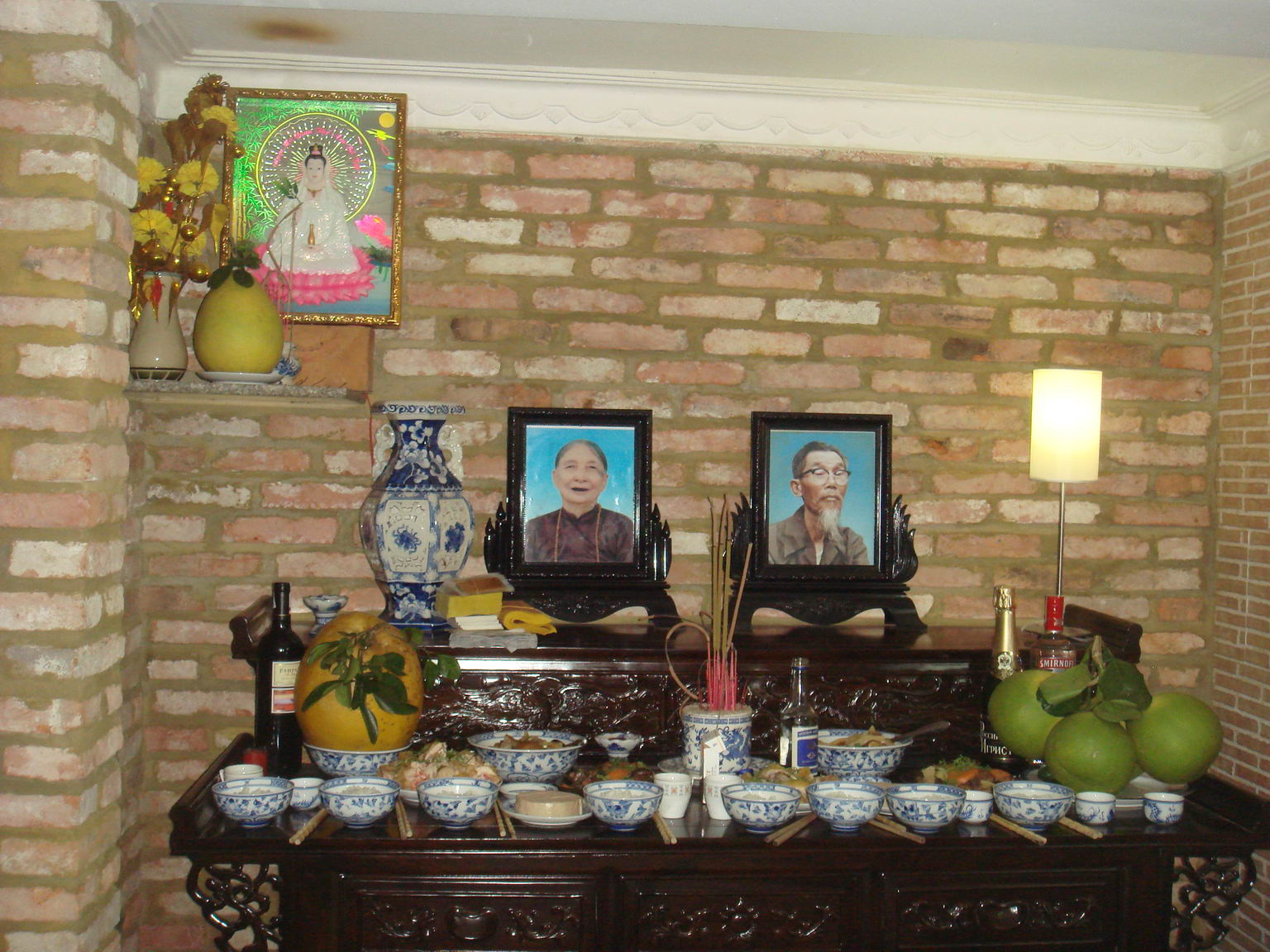
Một bàn thờ gia tiên của người Việt.

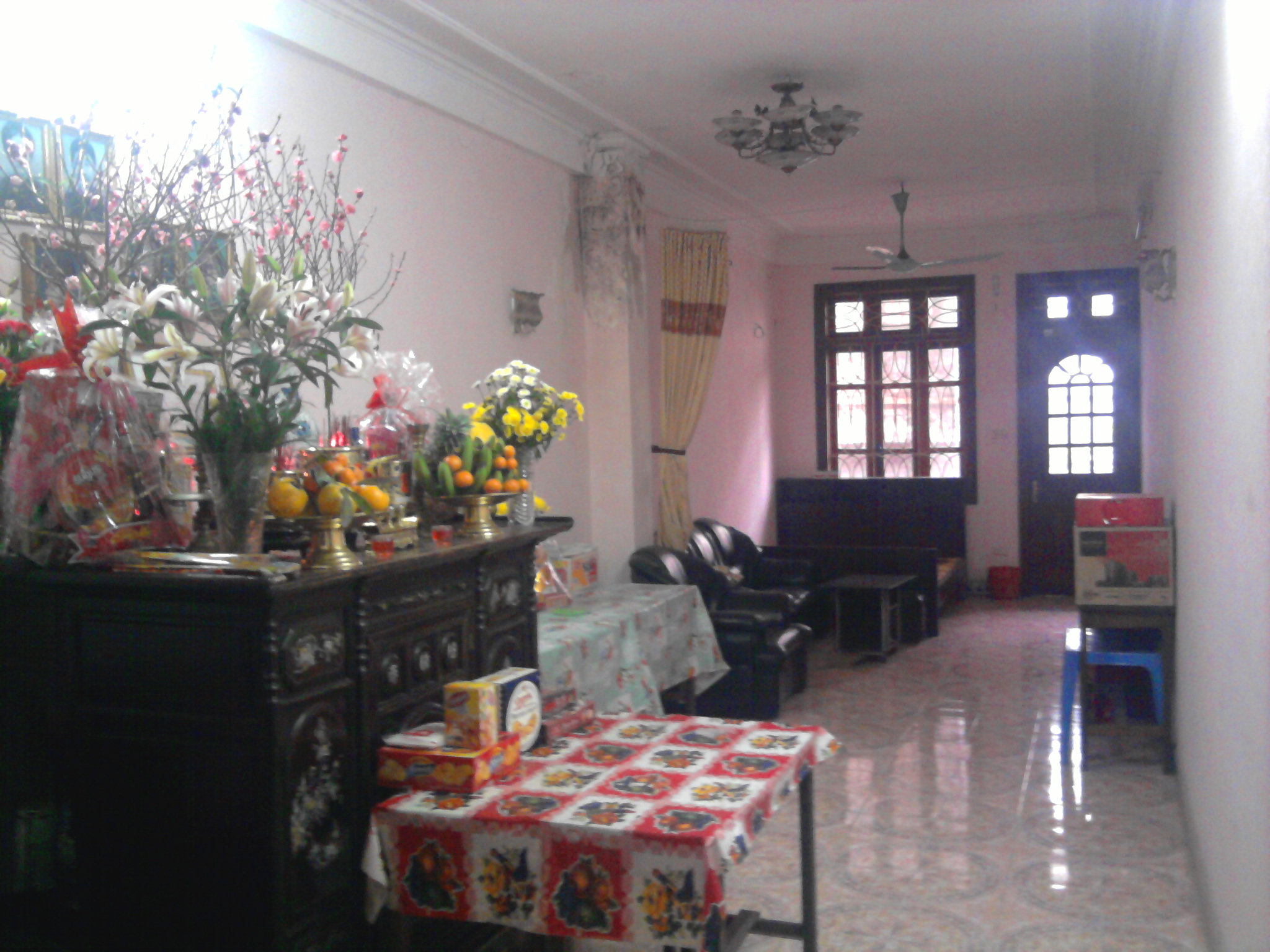
Bàn thờ cúng Tổ tiên

Tổ tiên, còn được gọi là ông bà, tổ tiên đời trước, hoặc tổ phụ, là một người phụ huynh hoặc (theo cách đệ quy) là phụ huynh của một tổ tiên (tức là một ông bà nội, ông bà ngoại, ông bà cố nội và cố ngoại và cứ tiếp tục như vậy). Tổ tiên là bất kỳ người nào mà một người có dòng họ được bắt nguồn từ họ. Trong luật pháp, người được thừa kế tài sản từ một người đã mất được gọi là tổ tiên.
Hai cá nhân có mối quan hệ di truyền nếu một người là tổ tiên của người kia hoặc nếu họ có chung một tổ tiên. Trong lý thuyết tiến hóa, các loài chia sẻ một tổ tiên tiến hóa được gọi là có tổ tiên chung. Tuy nhiên, khái niệm tổ tiên này không áp dụng cho một số loại vi khuẩn và các sinh vật khác có khả năng truyền gen theo hàng ngang. Một số nghiên cứu cho thấy người trung bình có gấp đôi số lượng tổ tiên nữ so với tổ tiên nam. Điều này có thể do quan hệ đa vợ đa tình và cao đẳng của phụ nữ trong quá khứ.
Giả sử tất cả tổ tiên của một cá nhân không có quan hệ họ hàng với nhau, cá nhân đó có 2n tổ tiên trong thế hệ thứ n trước và tổng cộng 2g+1 − 2 tổ tiên trong g thế hệ trước đó. Tuy nhiên, thực tế cho thấy hầu hết tổ tiên của con người (và bất kỳ loài nào khác) có mối quan hệ họ hàng đa dạng (xem sụp đổ phả hệ). Hãy xem n = 40: loài người đã tồn tại hơn 40 thế hệ, nhưng số 240, khoảng 1012 hay một nghìn tỷ, lớn hơn rất nhiều so với số lượng con người từng sống.
Một số văn hóa tôn kính tổ tiên, bao gồm cả những tổ tiên còn sống và đã mất; trong khi đó, một số ngữ cảnh văn hóa hướng tới tuổi trẻ hơn thì ít tôn kính người già. Trên các ngữ cảnh văn hóa khác nhau, một số người tìm kiếm sự phù hộ từ những tổ tiên đã qua đời; điều này đôi khi được gọi là tôn sùng tổ tiên hoặc chính xác hơn là tôn thờ tổ tiên.